# 金世鼎
金世鼎（1908年8月—1994年2月1日），生於清朝江蘇淮安，中華民國法官及法律學者，天主教輔仁大學法律學系講座教授，中華民國前司法院大法官。

## 生平
金世鼎，字諾九，江蘇淮安人，國立中央大學法學士，法官訓練所第二屆畢業，法國巴黎大學羅馬法及私法高等研究文憑，法國巴黎大學刑事法學院畢業，在巴黎大學接受商法、比較法與中國法權威、前國民政府顧問艾斯卡拉（Jean Escarra）指導，於1940年以論文《中國司法官之選任》獲法學博士學位。革命實踐研究院第19期及聯戰班第5期結業。
除博士論文外，金氏亦著有《中法刑事司法比較研究》一書，被列為巴黎大學刑事法學院新叢書系列（ISSN 2109-9014）第4冊，並由同校刑事法教授、紐倫堡國際軍事法庭法官多納迪厄．德．瓦布赫為之作序。
金氏曾任上海地方法院檢察官、南京高等法院推事兼刑事庭庭長、司法行政部簡任專員、最高法院推事兼書記官長、第二屆與第三屆司法院大法官、民法修正研究委員會召集委員（民法總則、親屬、繼承）。除實務工作外，金氏亦在公餘投入法學教育，歷任朝陽學院、南京臨時大學、國立中央大學、台灣省立行政專科學校、國立台灣大學、東吳大學、輔仁大學等各校教授。為極少數開授羅馬法的教師。
在南京高等法院任職期間，金氏曾參與汪精衛政權之周佛海（審判長趙琛）與丁默邨（擔任審判長）兩人被控漢奸案的審理。
金氏原有機會升任最高法院院長。1966年5月間為接任最高法院院長謝瀛洲遺缺，外傳司法院向高層推薦查良鑑、金世鼎與吳經熊三人。最後由查氏出線。1967年12月，查氏因內閣改組即將出任司法行政部部長，再傳出內定由同年8月甫續任大法官的金氏接任。但12月6日查接任新職後，仍暫兼原職。12月27日，由時任最高法院推事兼庭長的陳樸生內升。
金氏於1994年2月1日病逝。同年3月1日安葬於新北市三峽區天主教墓園。6月22日，總統明令褒揚。